# Cosme Velho

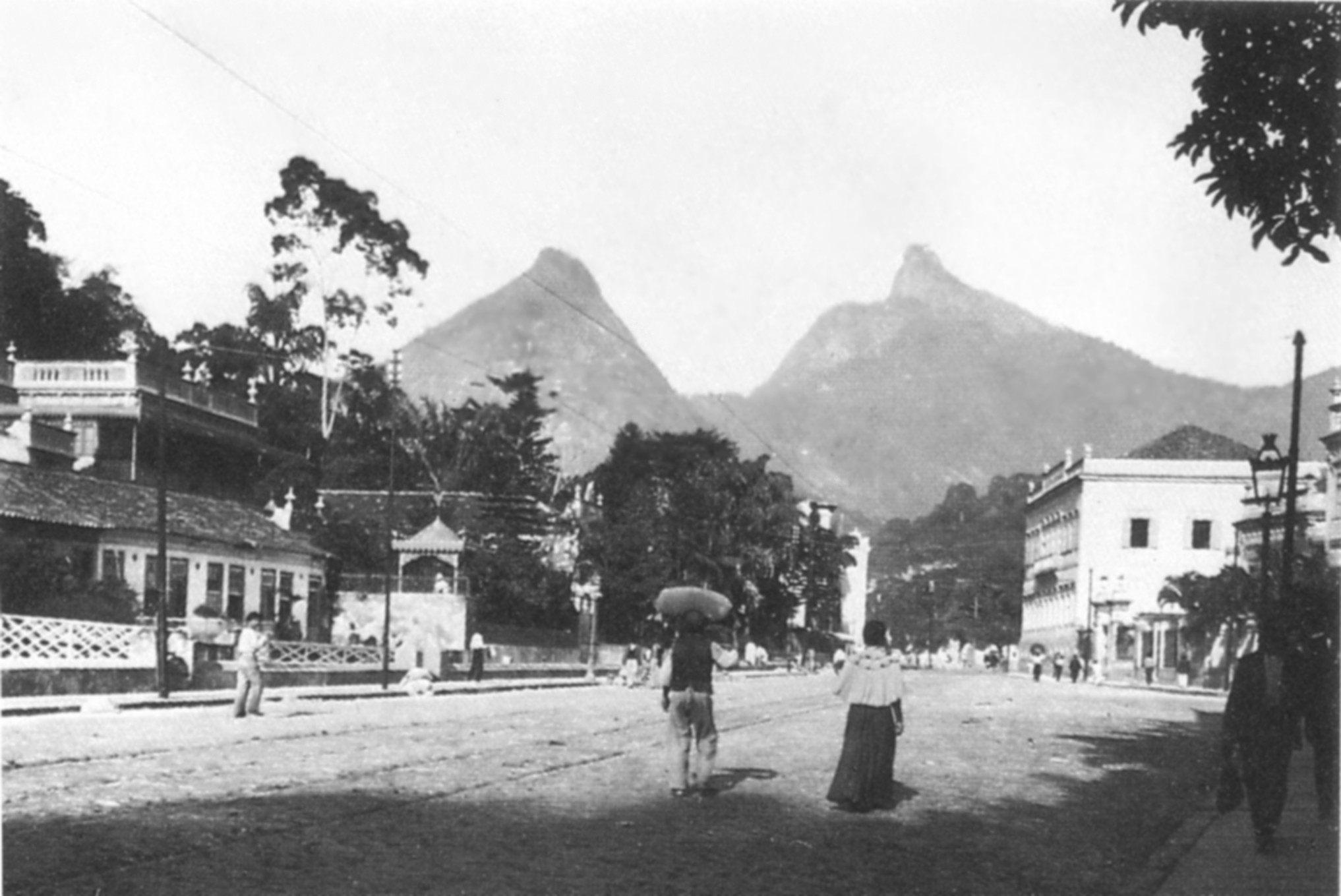
Cosme Velho 1890

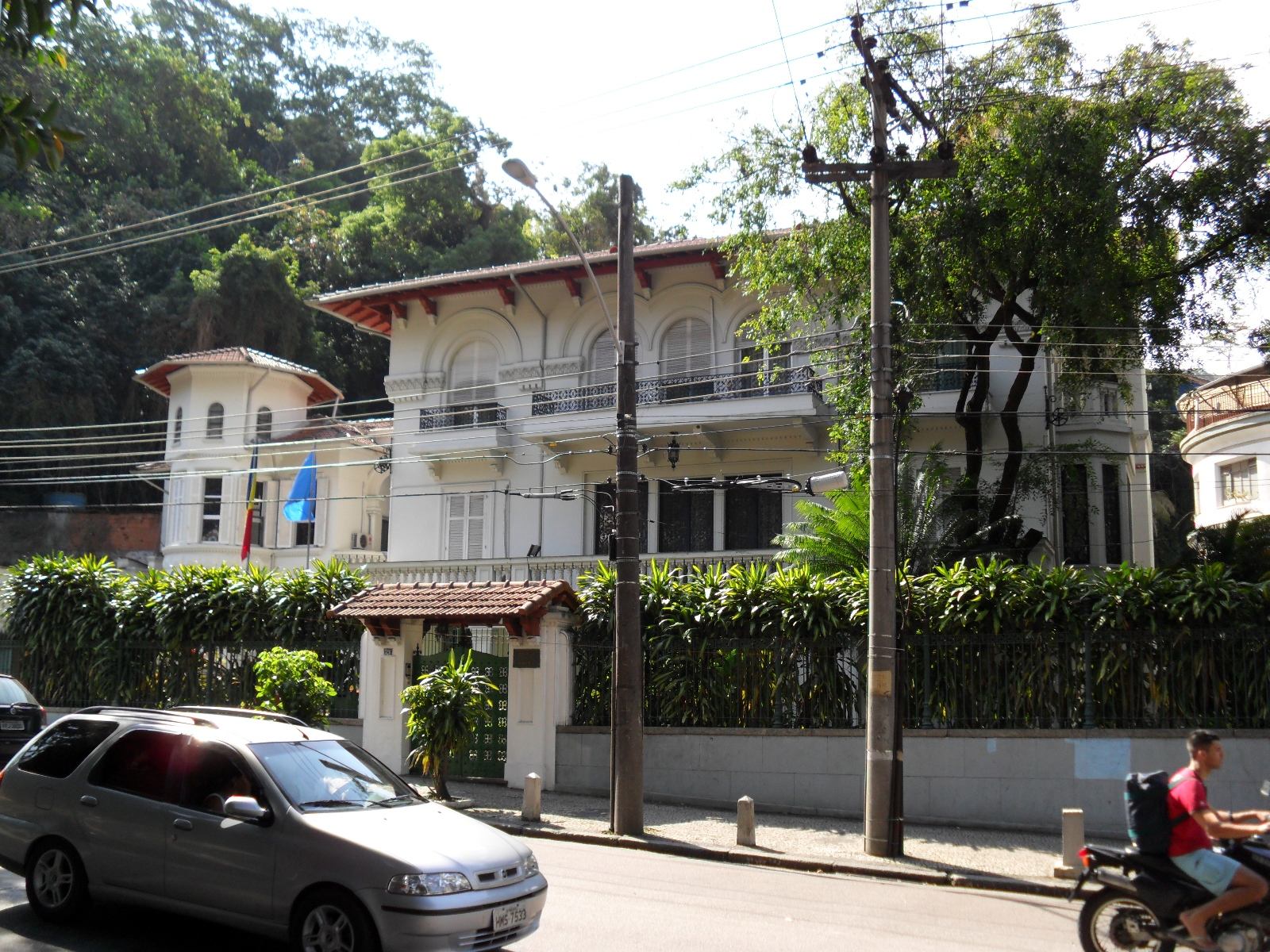

Cosme Velho är en stadsdel i södra Rio de Janeiro i Brasilien. Den ligger vid foten av berget Corcovado. Från Cosme Velho går den 3,8 kilometer långa kuggstångsbanan Trem do Corcovado upp till toppen av berget, på vilken står den gigantiska statyn Cristo Redentor. Stadsdelen gränsar mot  Tijucas nationalpark.
Floden Rio Carioca rinner genom stadsdelen, som ligger mellan Botafogo, Santa Teresa och Laranjeiras. Vid torget Largo do Boticário finns herrskapshus i kolonialstil, som uppfördes 1920–1929 av delar av rivna kolonialhus från stadens centrum. 
Författaren Joaquim Maria Machado de Assis bodde 1883–1908 i ett hus vid 18 Rua Cosme Velho, som nu är rivet. 

## Bildgalleri

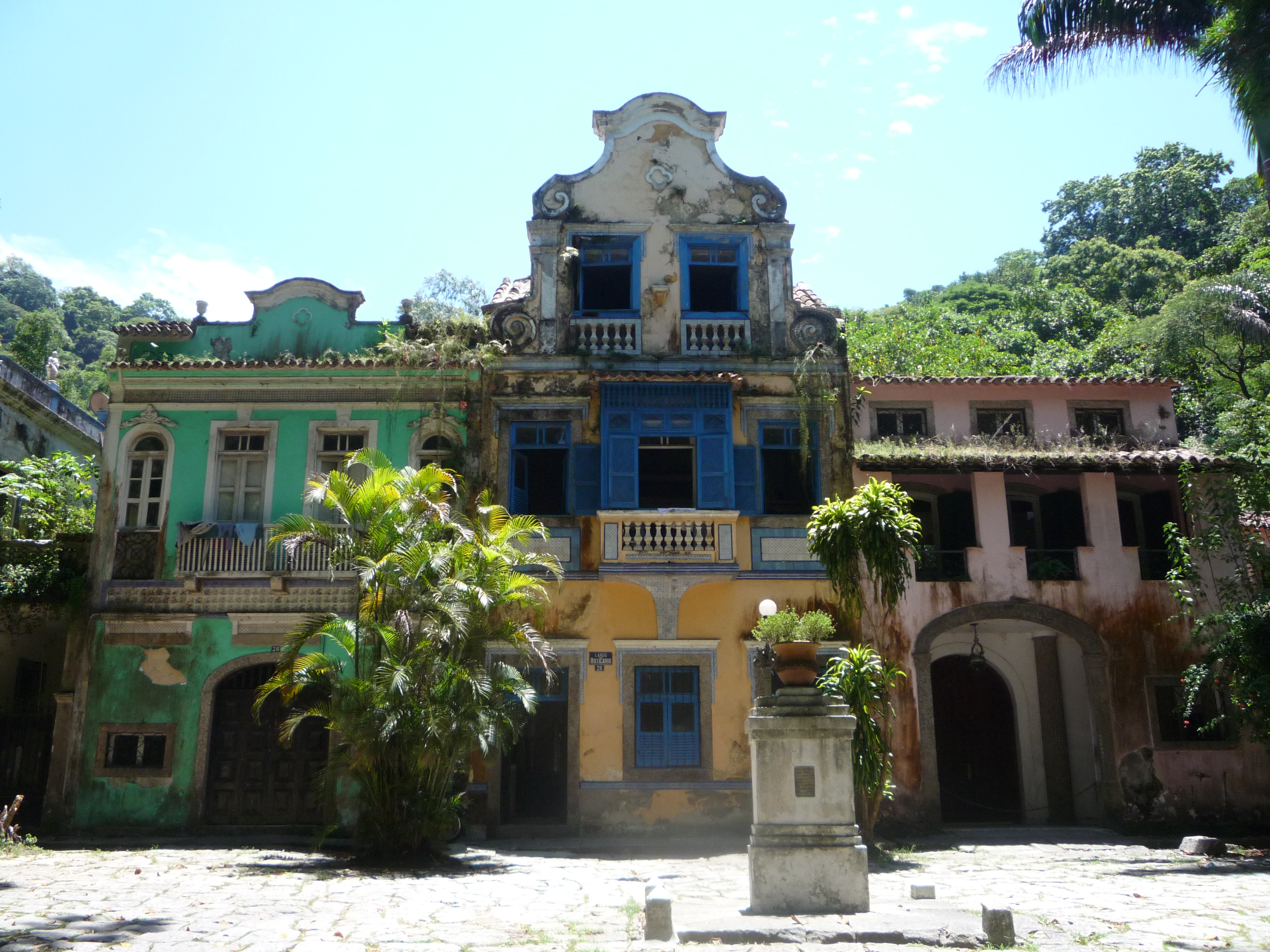
Torget Largo Boticario
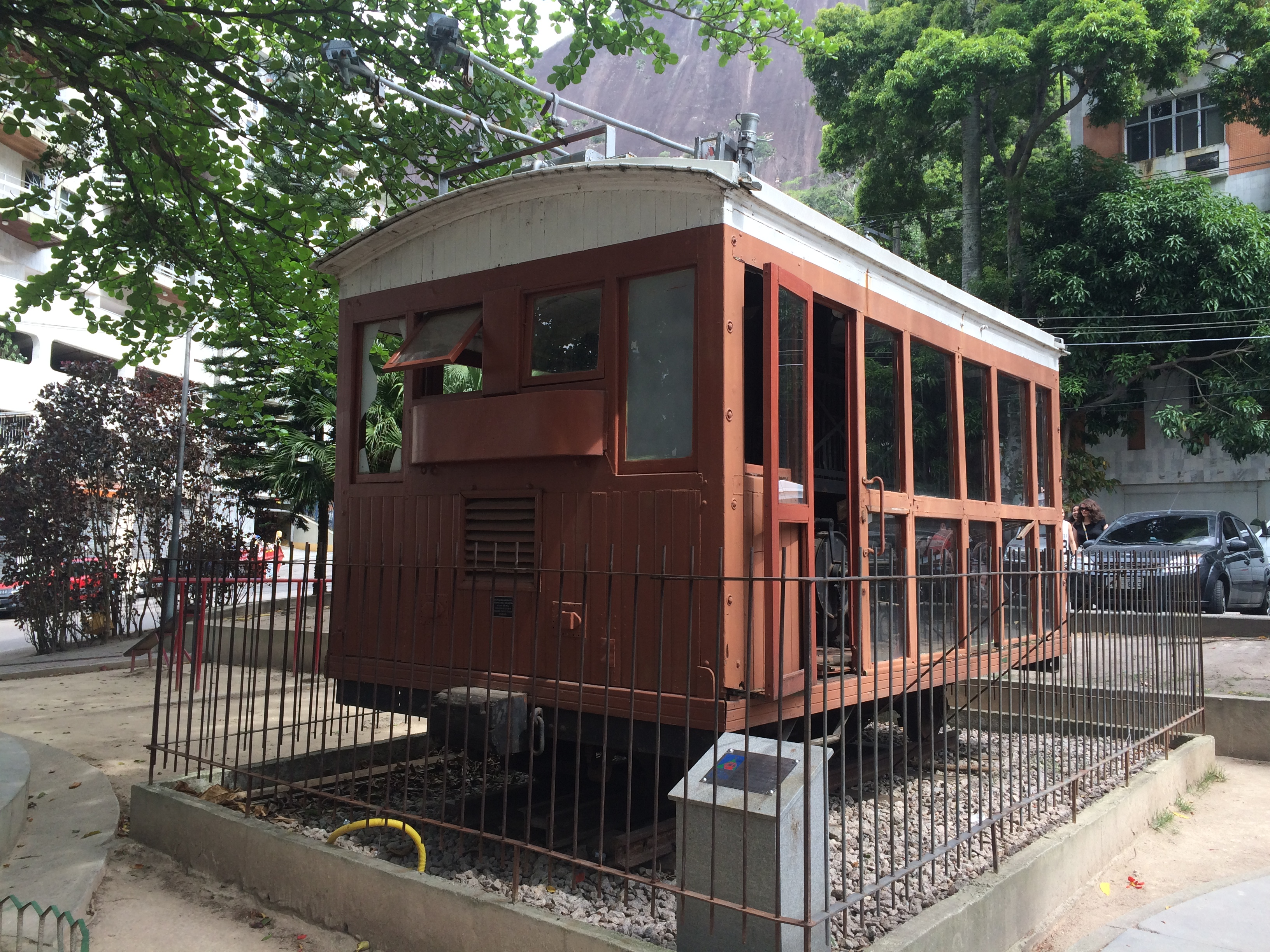
Tidigaste typen av motorvagn på kuggstångsbanan på Praça São Judas Tadeu
Casa de Machado de Assis
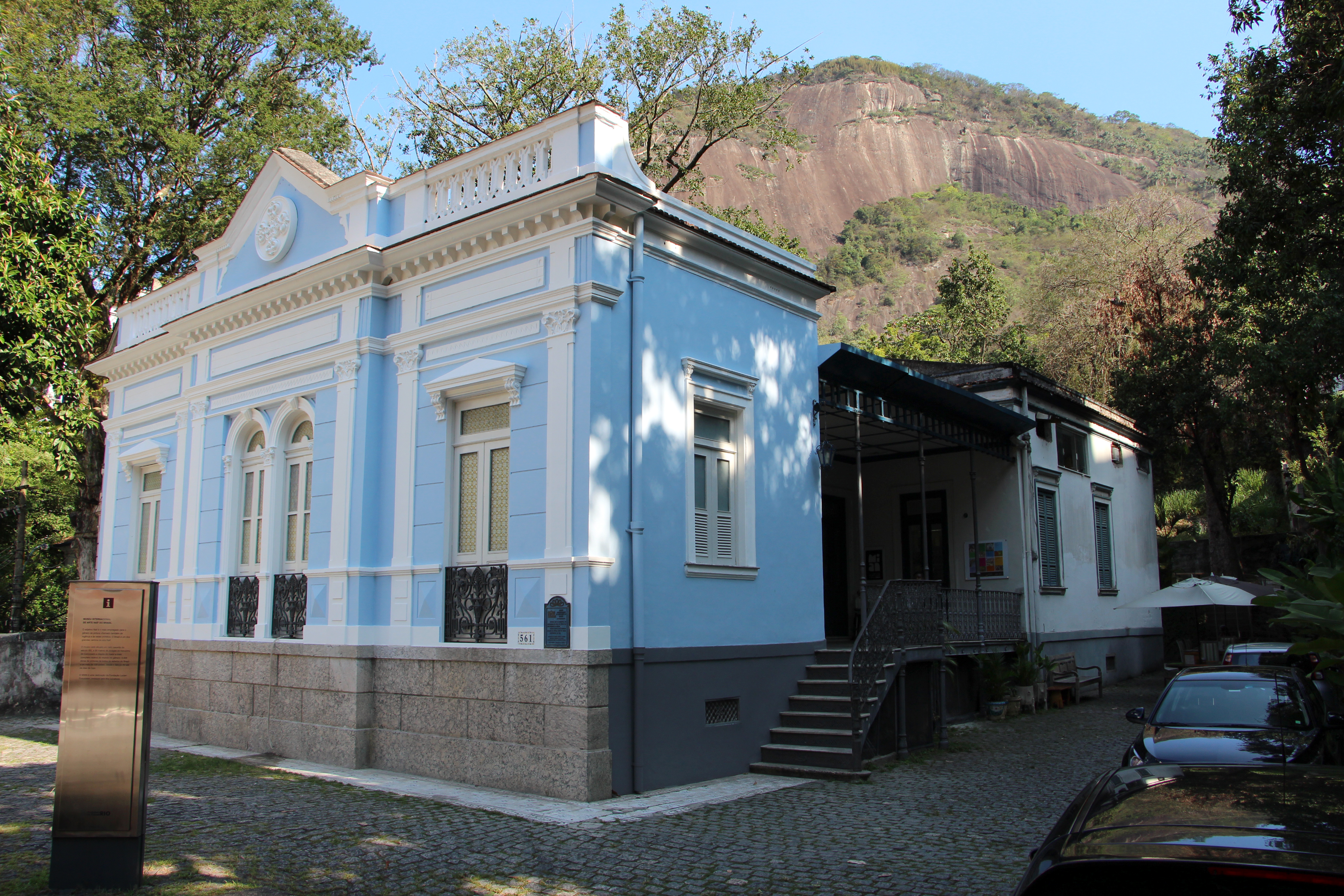
Museéet för naiv konst
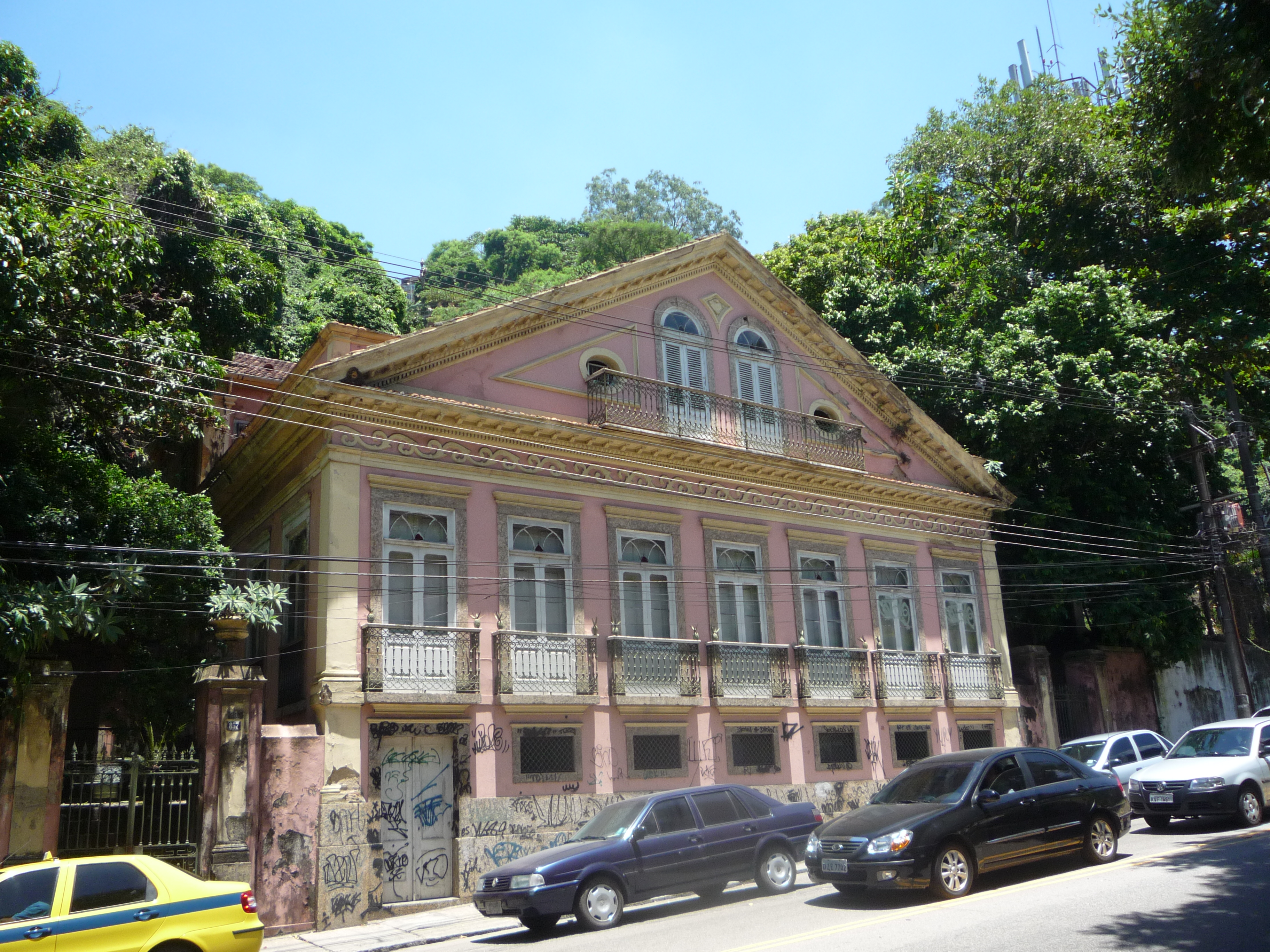
O Solar dos Abacaxis, byggt som residens 1843
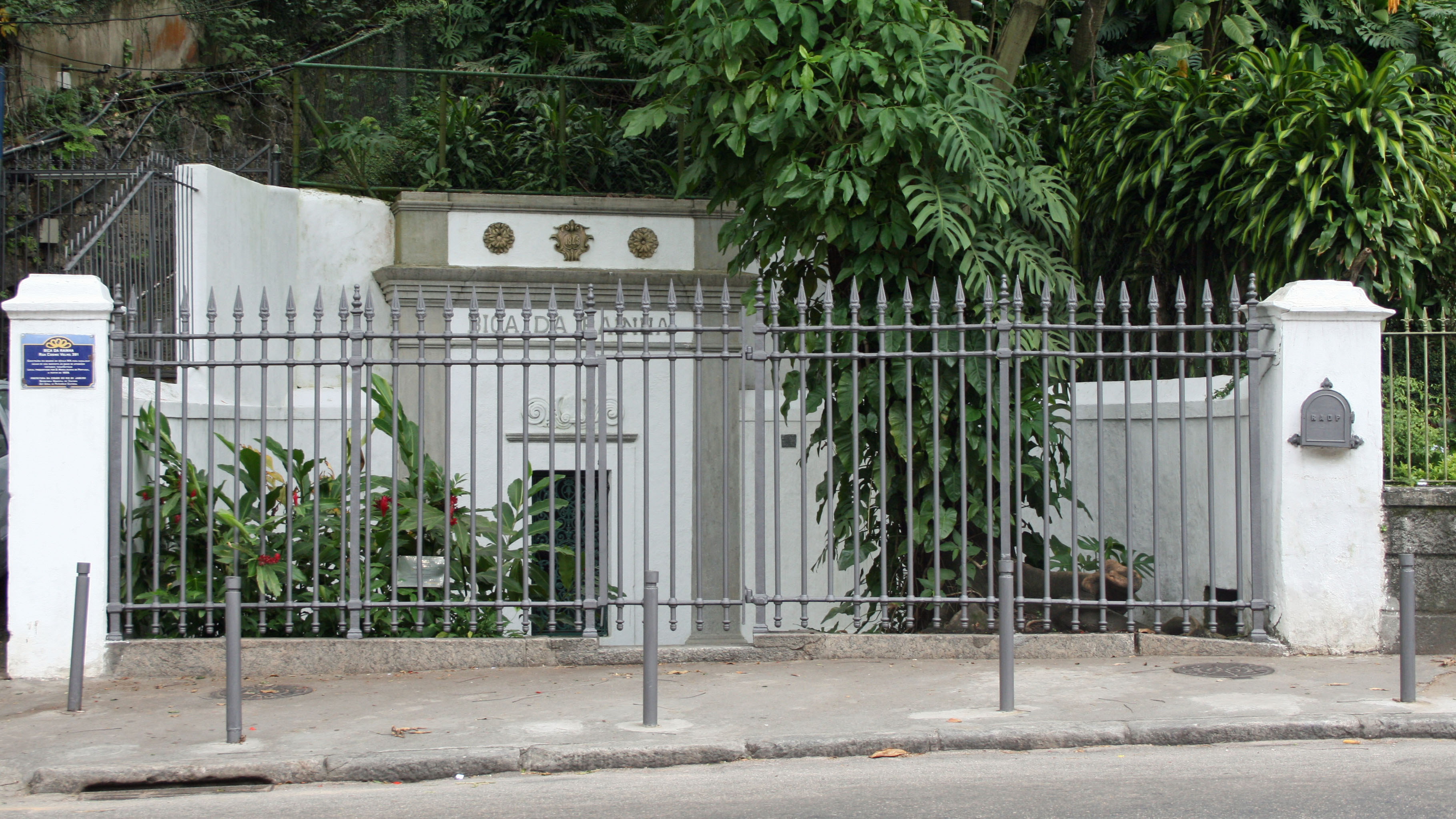
Vattenkällan Bica de Rainha
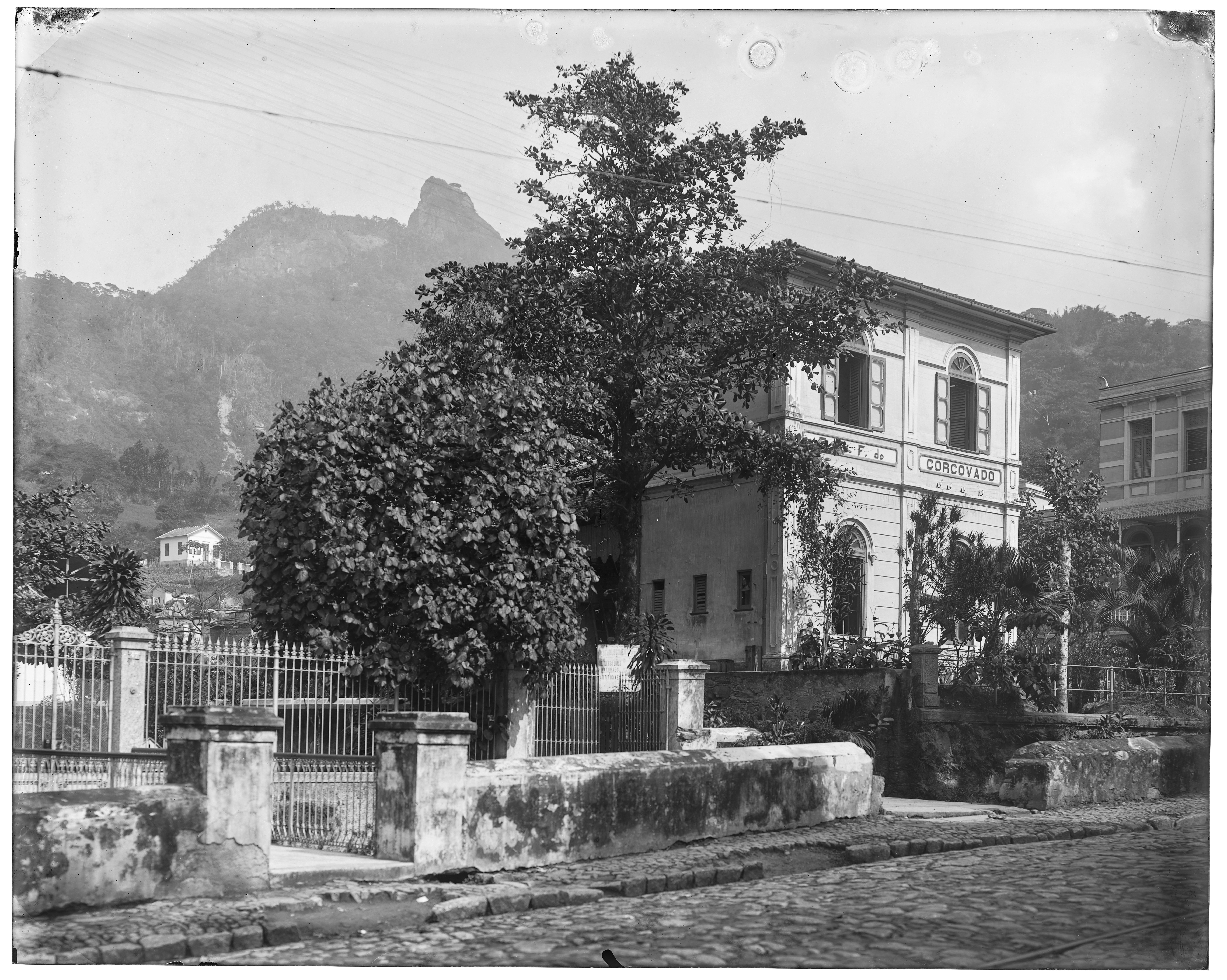
Dalstationen för Trem do Corcovado, 1884. Foto: Marc Ferras.
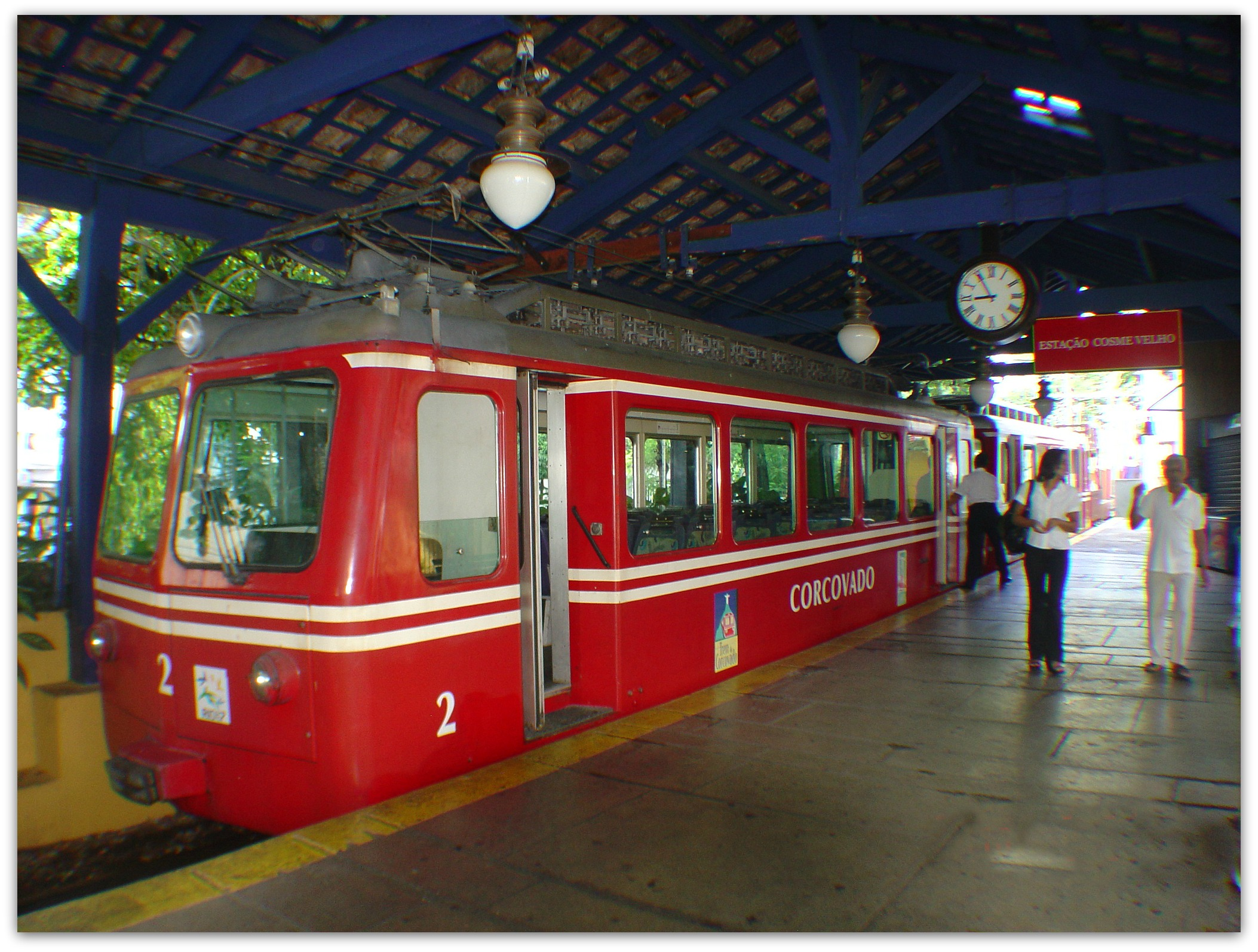
Tåg ur tredje generationen på dalstationen, 2010
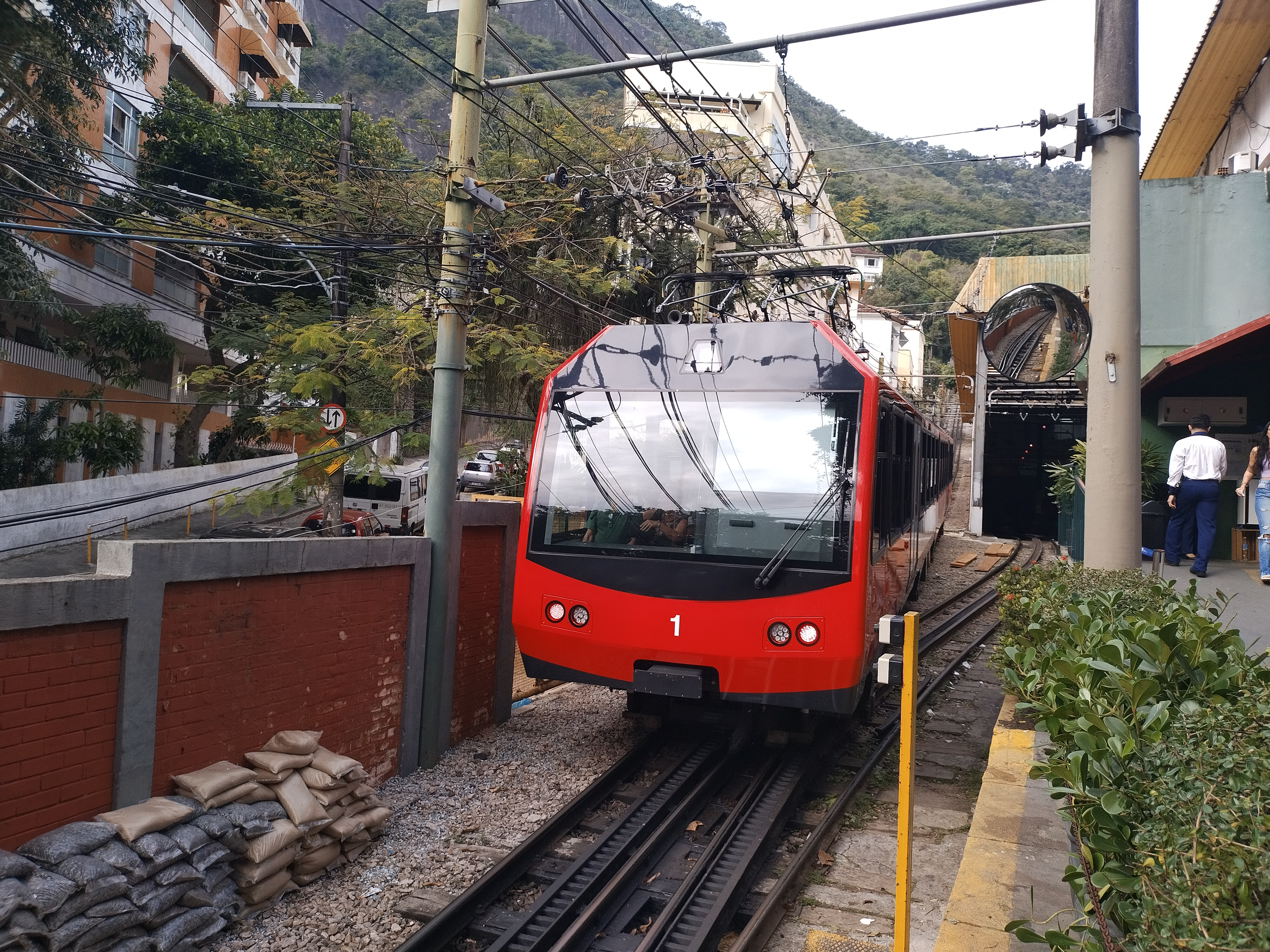
Tåg ur fjärde generationen på dalstationen, 2023